# Platymiscium luteum
Platymiscium luteum är en ärtväxtart som beskrevs av George Bentham. Platymiscium luteum ingår i släktet Platymiscium och familjen ärtväxter. Inga underarter finns listade i Catalogue of Life.